# جو بيل
جو بيل هو لاعب هوكي الجليد كندي، ولد في 27 نوفمبر 1923 في بورتاج لابريري في كندا، وتوفي في 17 فبراير 2014 في سياتل في الولايات المتحدة.

## وصلات خارجية
- جو بيل على موقع دوري الهوكي الوطني (الإنجليزية)
- جو بيل على موقع قاعة مشاهير الهوكي (لاعب أن.إتش.أل) (الإنجليزية)
- جو بيل على موقع EliteProspects.com (الإنجليزية)
- جو بيل على موقع HockeyDB.com (الإنجليزية)
- جو بيل على موقع Hockey-Reference.com (الإنجليزية)